# Wyspa Jeannette
Wyspa Jeannette (ros. Oстров Жаннетты) – rosyjska wyspa na Morzu Wschodniosyberyjskim, w archipelagu Nowosyberyjskim, zaliczana do grupy Wysp De Longa.
Wyspa ma powierzchnię 3,3 km² i jest druga od końca pod względem wielkości w grupie. Znajduje się najdalej na wschód spośród Wysp Nowosyberyjskich. Najwyższym punktem na wyspie jest wzniesienie o wysokości 351 m n.p.m. Została odkryta w czasie wyprawy polarnej statku USS Jeannette pod dowództwem George'a De Longa w 1881 roku.